# 语言融合
语言融合是指兩門或者以上的語言，隨著說這些語言的人群互相接觸，這些語言內部有地方（音系、韵律、句法、词法）會逐漸變得與其他語言一樣或者相似，甚至不同語系之間的語言也會如此。 不過语言融合不意味著語言的詞彙寫法或意思就會變化。